# دروغ‌رسانی

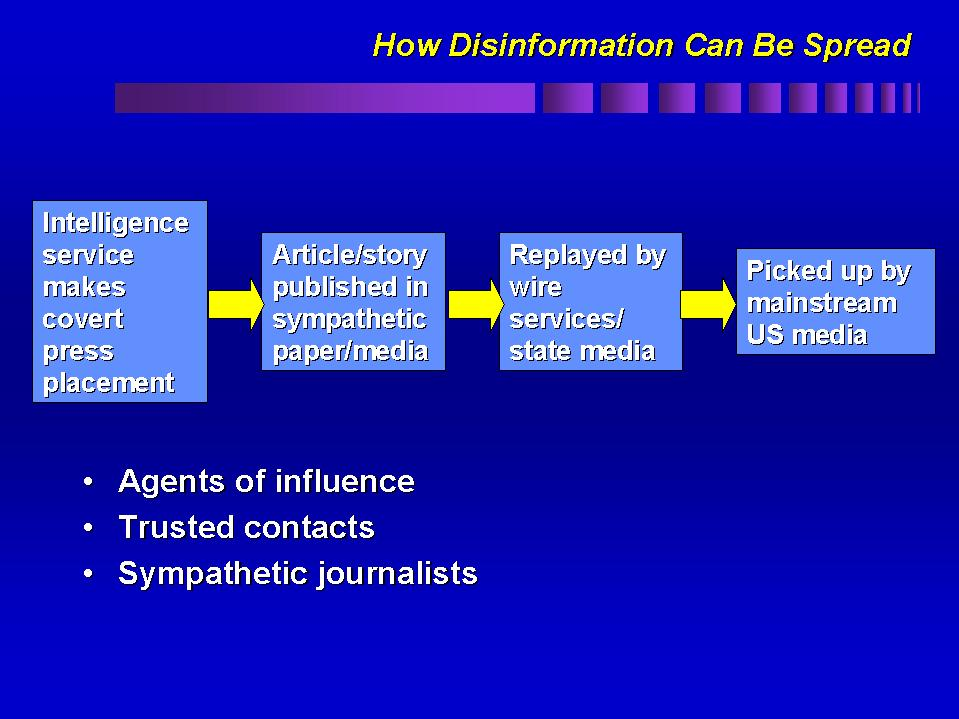
چگونه دروغ را می‌توان گسترش داد — توضیح توسط وزارت دفاع ایالات متحده (۲۰۰۱)

دروغ‌رسانی‎ (به انگلیسی: disinformation) انتشار عامدانه و برنامه‌ریزی شده اطلاعات نادرست یا گمراه‌کننده برای فریب مخاطبان است. در فارسی به آن دروغ‌پراکنی و انتشار اخبار ساختگی هم گفته می‌شود. فرهنگستان زبان دُژاطلاعات را معادل آن قرار داده است. دروغ‌رسانی با غلط‌رسانی (misinformation) که ناشی از اشتباه و سهو است، تفاوت دارد. به بیان بهتر اطلاعات غلط زمانی که به صورت هدفمند و عمداً و به منظور فریب دادن منتشر شود، شکل دروغ‌رسانی به‌خود می‌گیرد. این دو مفهوم همچنین با لطمه‌رسانی (malinformation) تفاوت دارند.
واژه انگلیسیِ مفهومِ دروغ‌رسانی تا اواخر دهه ۱۹۸۰ در لغت‌نامه‌ها وجود نداشت و در واقع این عبارت ترجمه‌ای از معادل روسی дезинформация  با ترجمه به عنوان dezinformatsiya است.
کاربرد این عبارت که اشاره به یک تاکتیک روسی دارد در سال ۱۹۲۳ هم‌زمان با تأسیس «بنیاد ویژه شایعه‌سازی» برای عملیات مخفی توسط معاون رئیس کا گ ب آغاز شد. این اصطلاح همچنین در سال ۱۹۳۹ در آلمان تحت عنوان «سرویس خبرپراکنی آلمان» استفاده شده‌است. ایون پاکبا ارشد رسمی پلیس مخفی رومانیایی می‌گوید: این کلمه اولین بار توسط جوزف استالین در طول جنگ جهانی دوم مورد استفاده بوده‌است.